# 크즐라이

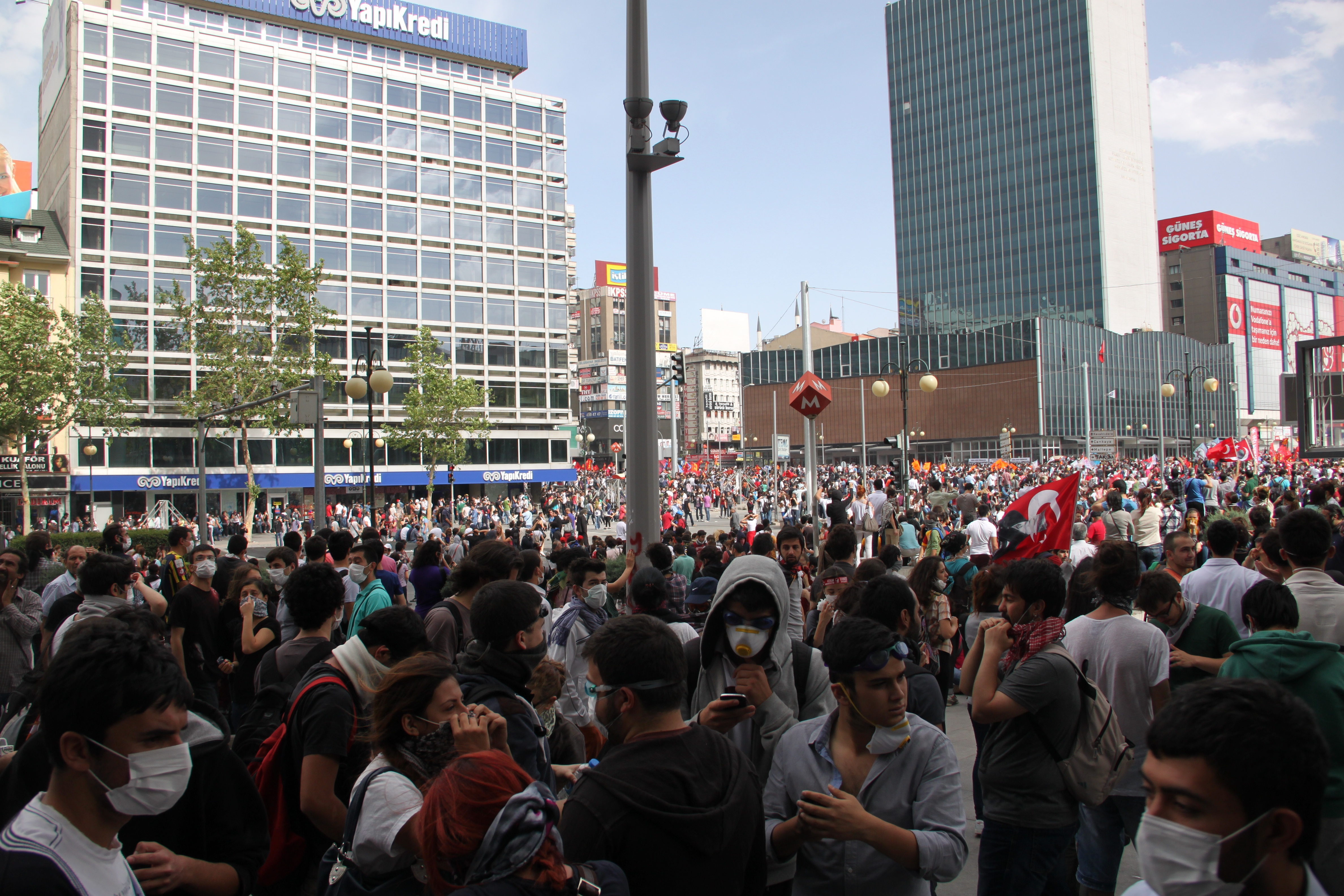
2013년 튀르키예 반정부 시위 당시의 크즐라이 광장

크즐라이(튀르키예어: Kızılay)는 튀르키예의 수도 앙카라의 행정구역으로, 앙카라의 다운타운으로 알려져있다. 터키 적신월(크즐라이 델네이)의 병원이 있던 자리로 크즐라이라는 명칭은 여기서 왔다. 크즐라이 중간에 크즐라이 광장이 위치해 있다.